# Варгуно 1-е
Варгуно 1-е — озеро на территории Пенингского сельского поселения Муезерского района Республики Карелия.

## Общие сведения
Площадь озера — 0,8 км², площадь бассейна — 4,1 км². Располагается на высоте 261,2 метров над уровнем моря.
Форма озера продолговатая, вытянуто с северо-запада на юго-восток. Берега озера каменисто-песчаные, местами заболоченные.
С южной стороны озера вытекает ручей без названия, втекающий в озеро Варгуно 2-е, откуда берёт начало река Варгуно.
Населённые пункты возле озера отсутствуют.
Код водного объекта в государственном водном реестре — 01050000111102000010915.